# ضفیره
ضَفیره یا گیسو یا زتا شیر یک ستاره است که در صورت فلکی شیر قرار دارد.
در لغتنامه دهخدا به نقل از التفهیم بیرونی ص ۸۷ و حاشیه آمده‌است که: «در اصطلاح نجوم و ستاره‌شناسی، گیسوان، سه ستاره است در جزو خفیه یا مظلمه خارج از شکل اسد که در کتب نجوم ضفیره یا هلبه خوانند و بعضی آن را ذوأبه نیز خوانده‌اند و برخی همهٔ ستارگان تاریک و ابری را ضفیره و ذوأبه می‌نامند اما درست آن است که ضفیره به همان سه ستاره کوچک که جملهٔ آن را گیسو خوانند، گفته شود. سه ستارهٔ گیسو (ضفیره) علاوه بر یکهزاروبیست و دو کوکب مرصود است که مشهور گفته‌اند.»